# Aperilampus
Aperilampus is een geslacht van vliesvleugeligen uit de familie Perilampidae. De wetenschappelijke naam van dit geslacht is voor het eerst geldig gepubliceerd in 1871 door Walker.

## Soorten
Het geslacht Aperilampus omvat de volgende soorten:
- Aperilampus brevicornis (Risbec, 1951)
- Aperilampus discolor (Walker, 1862)
- Aperilampus varians Strand, 1911